# Bridgman (cràter)
Bridgman és un cràter d'impacte que es troba a la cara oculta de la Lluna, a l'hemisferi nord, al nord-oest del cràter Kurchatov. A l'oest-sud-oest apareix el cràter més antic Becquerel, i cap a l'est se situen els cràters Pawsey i Wiener.

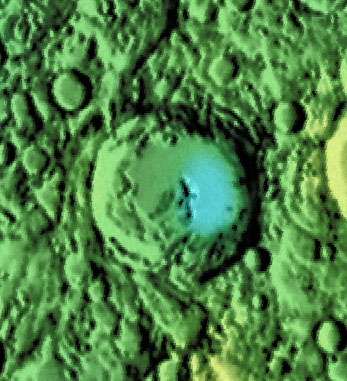
Localització de Bridgman (centre de la imatge)
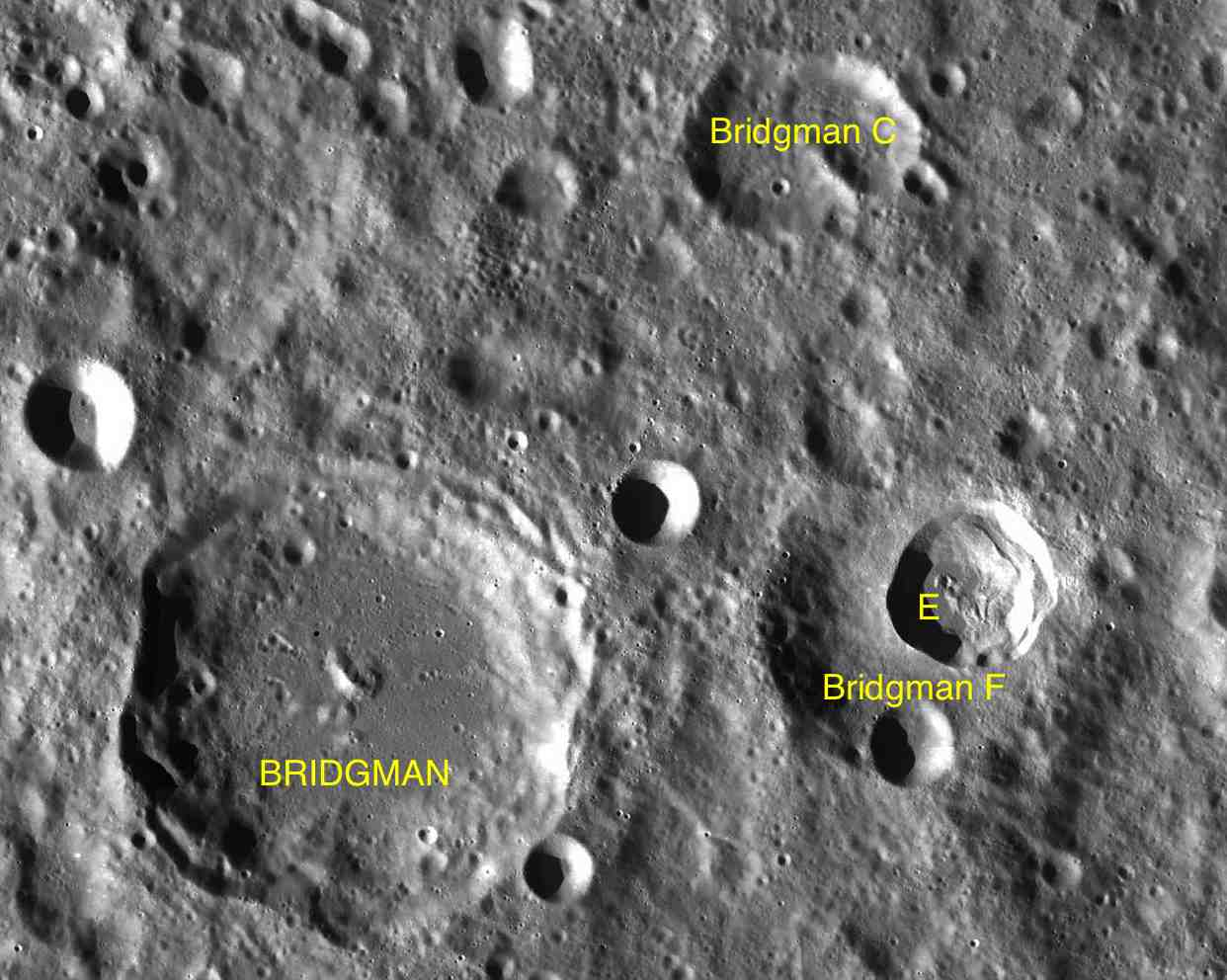
Cràters satèl·lit

La paret exterior prominent de Bridgman està poc desgastada, i conserva gran part dels seus detalls originals, incloent restes d'estructures en terrassa i ensorraments. La vora no és del tot circular, amb un aspecte lleugerament poligonal amb les cantonades arrodonides. Hi ha una notable protuberància cap a l'interior de la paret de l'extrem sud. El fons del cràter és generalment pla, amb una formació central en forma de pic en el punt mig.

## Cràters satèl·lit
Per convenció aquests elements són identificats en els mapes lunars posant la lletra en el costat del punt central del cràter que està més proper a Bridgman.
| Bridgman | Coordenades                            | Diàmetre |
| -------- | -------------------------------------- | -------- |
| C        | 46° 42′ N, 140° 12′ E / 46.7°N,140.2°E | 35 km    |
| E        | 44° 06′ N, 141° 42′ E / 44.1°N,141.7°E | 29 km    |
| F        | 44° 00′ N, 141° 12′ E / 44.0°N,141.2°E | 51 km    |